# إدوارد بالمر (كاتب)
إدوارد بالمر (بالإنجليزية: Vance Palmer) (و. 1885 – 1959 م) هو كاتب، وكاتب سير، من أستراليا، ولد في بوندابيرج، توفي عن عمر يناهز 74 عاماً.

## جوائز
حصل على جوائز منها:
- جائزة مايلز فرانكلين، عن عمل: The Big Fellow (novel) [الإنجليزية]‏ (1959).

## روابط خارجية
- إدوارد بالمر على موقع IMDb (الإنجليزية)
- إدوارد بالمر على موقع الموسوعة البريطانية (الإنجليزية)